# Холгер Левенадлер
Холгер Левенадлер (швед. Holger Löwenadler; 1. април 1904 — 18. јун 1977) био је шведски глумац. Глумио је у филму Ингмара Бергмана Брод за Индију (1947). Појавио се у Бергмановом филму Разведени (1951), као и у Lacombe, Lucien (1974).

## Биографија
Рођен је 1. априла 1904. у Јенћепингу. Године 1921. је уписао Универзитет у Гетеборгу. Глумачку каријеру је започео у позоришту у Лоренсбергу 1923. са деветнаест година. Школу глуме је завршио 1927. године. Три године је радио у Финској. Године 1930. је почео да наступа у позоришту Blanche, а 1941. се вратио у претходно позориште у којем је остао више од тридесет година. Године 1965. је био добитник награде O’Neill, а 4. октобра 1966. годишњу награду Шведског удружења позоришних критичара за наступ у представи Markurells i Wadköping.
Први пут је глумио у филму Landskamp 1932. године. Током своје каријере је учествовао у више од седамдесет филмских и телевизијских продукција. Течно је говорио француски језик, постигао је међународни успех са филмом Луј Мал Lacombe Lucien (1974) са којим је освојио три филмске награде за најбољег споредног глумца. Преминуо је у Стокхолму 18. јуна 1977, сахрањен је на Северном гробљу.

## Филмографија
- Landskamp (1932)
- Kärlek och dynamit (1933)
- Karl Fredrik regerar (1934)
- Simon i Backabo (1934)
- The Women Around Larsson (1934)
- Ocean Breakers (1935)
- Skärgårdsflirt (1935)
- Grabbarna i 57:an (1935)
- Stackars miljonärer (1936)
- Fröken blir piga (1936)
- En flicka kommer till sta'n (1937)
- Russian Flu (1937)
- Lyckliga Vestköping (1937)
- Du gamla du fria! (1938)
- They Staked Their Lives (1940)
- Bastard (1940)
- Den blomstertid (1940)
- Gentlemannagangstern (1941)
- Landstormens lilla argbigga (1941)
- Jacobs stege (1942)
- Ride Tonight! (1942)
- The Heavenly Play (1942)
- I brist på bevis (1943)
- Stora skrällen (1943)
- Natt i hamn (1943)
- The Word (1943)
- Kungajakt (1944)
- Lev farligt (1944)
- Kejsarn av Portugallien (1944)
- Mans kvinna (1945)
- Resan bort (1945)
- Johansson and Vestman (1946)
- Iris and the Lieutenant (1946)
- A Ship to India (1947)
- På dessa skuldror (1948)
- Kvinna i vitt (1949)
- Hjärter knekt (1950)
- Divorced (1951)
- Farlig kurva (1952)
- The Girl from Backafall (1953)
- Barabbas (1953)
- I rök och dans (1954)
- En karl i köket (1954)
- Stampen (1955)
- Giftas (1955)
- Så tuktas kärleken (1955)
- Egen ingång (1956)
- Tarps Elin (1956)
- Skorpan (1956)
- Med glorian på sned (1957)
- Gäst i eget hus (1957)
- Prästen i Uddarbo (1957)
- Sängkammartjuven (1959)
- The Judge (1960)
- Tre önskningar (1960)
- Ljuvlig är sommarnatten (1961)
- Adventures of Nils Holgersson (1962)
- Heja Roland! (1966)
- Here Is Your Life (1966)
- I Am Curious (Yellow) (1967)
- Lockfågeln (1971)
- Chelovek s drugoy storony (1972)
- Mannen som slutade röka (1972)
- Lacombe Lucien (1974)
- Monismanien 1995 (1975)
- Maîtresse (1976)
- Paradise Place (1977)